# 5110 Belgirate
5110 Belgirate è un asteroide della fascia principale. Scoperto nel 1987, presenta un'orbita caratterizzata da un semiasse maggiore pari a 2,3871782 UA e da un'eccentricità di 0,1100608, inclinata di 3,81335° rispetto all'eclittica.